# Soultzbach (Largue)
Der Soultzbach ist ein Bach im Osten von Frankreich, der im Département Haut-Rhin der Region Grand Est südwestlich der Stadt Mulhouse verläuft.

## Geographie

### Verlauf
Der Soultzbach entspringt im Gemeindegebiet von Le Haut Soultzbach, entwässert generell Richtung Südost. Im Mittelteil quert der Soultzbach die Autobahn A36. Er mündet nach rund 17 Kilometern im Gemeindegebiet von Balschwiller als linker Zufluss in die Largue. 

### Zuflüsse
(Reihenfolge in Fließrichtung)
- Geissenweid (rechts) 1,55 km
- Seingelbach (rechts) 6,43 km

### Orte am Fluss
(Reihenfolge in Fließrichtung)
- Soppe-le-Haut, Gemeinde Le Haut Soultzbach
- Soppe-le-Bas
- Diefmatten
- Hecken
- Gildwiller
- Falkwiller
- Ueberkummen, Gemeinde Balschwiller
- Balschwiller